# 門別警察署
門別警察署（もんべつけいさつしょ）は、北海道警察本部が管轄する札幌方面の警察署の一つである。

## 所在地
- 北海道沙流郡日高町富川東1丁目4番1号

## 管轄区域
- 沙流郡　日高町、平取町

## 沿革
- 1887年 沙流郡佐瑠太村(現在の日高町富川地区)に、勇払警察署佐瑠太分署が設置される。
- 1948年 国家地方警察の門別地区警察署として発足する。
- 1954年 北海道警察に統合され、札幌方面門別警察署となり、現在に至る。

## 組織
- 署長（警視）
- 副署長兼警務課長（警視）
- 警務課（警務係、犯罪被害者支援係、相談係、管理係）
- 会計係
- 刑事・生活安全課（生活安全係、刑事係）
- 地域・交通課（地域係、交通係）
- 警備係

## 交番・駐在所および所在地

### 日高町
- 署所在地交番（富川東1丁目4番1号）
- 本町駐在所 (門別本町188番地2)
- 厚賀駐在所 (字厚賀147番地15)

### 平取町
- 平取駐在所 (本町25番地1)
- 荷負駐在所 (字荷負54番地6)
- 振内駐在所 (振内28番地10)

廃止された交番・駐在所
- 富川交番 (日高町富川南2-1-5)
- 日高駐在所 (日高町本町東2-291-1)